# جیمز اینوک هیل
جیمز اینوک هیل (انگلیسی: James Enoch Hill; ۳۰ اکتبر ۱۹۲۹ – ۸ اوت ۲۰۱۸) ورزشکار ورزش تیراندازی اهل ایالات متحده آمریکا بود.
وی در مسابقات کشوری و بین‌المللی در مجموع برندهٔ ۱ مدال نقره شده‌است.